# Eleonore Lorenz
Eleonore Lorenz (* 30. Mai 1895 in Dresden; † 11. Juli 1949 ebenda) war eine deutsche Schriftstellerin.

## Leben
Lorenz kam in Dresden zur Welt und erlernte an der Klemich’schen Handelsschule den Beruf einer Stenotypistin. Sie schrieb Gedichte, die in verschiedenen Zeitungen, darunter der Literarischen Welt, der Kolonne und in Westermanns Monatsheften erschienen und ab den 1930er-Jahren gesammelt veröffentlicht wurden. Für ihren Gedichtband Italienische Gesänge, der 1940 erschien, übertrug sie zudem Gesänge Gaspara Stampas ins Deutsche. 
Während der Zeit des Nationalsozialismus war Lorenz eine erfolgreiche Lyrikerin und galt als eine der „bekanntesten Dichterinnen des Reichs“. Ihre Gedichte wurden unter anderem in den Nationalsozialistischen Monatsheften abgedruckt; ihr Porträt samt literarischer Besprechung findet sich auch in der 1941 erschienenen Anthologie Volkhafte Dichtung der Zeit wieder. „Ziemlich spät erst trat sie [literarisch] an die Öffentlichkeit, ihr Werk atmet daher Reife“, befand die Zeitschrift für Deutschkunde im Jahr 1939. Der Komponist Fritz Karschner veröffentlichte 1943 seine Gesänge nach Gedichten von Eleonore Lorenz für Stimme und Klavier und der Dresdner Komponist Fritz Reuter 1961 die Kantate Gartenfreuden nach Worten von Eleonore Lorenz.
Im Jahr 1938 wurde Lorenz mit dem im Jahr zuvor erstmals gestifteten Kunstpreis der Stadt Dresden ausgezeichnet. Der heutigen Kritik gilt sie als „religiös-mystisch inspirierte, deutschtümelnde Lyrikerin“.

## Werke
- 1931: Echn-Aton: eine Dichtung
- 1938: Komm göttlich’ Feuer!
- 1940: Italienische Gesänge
- 1941: Deutsche Gesänge
- 1943: Bekenntnis
- 1944: Gott ist die Kraft: Sonette